# Tyrone Mings
Tyrone Deon Mings (Bath, 13 maart 1993) is een Engels voetballer die doorgaans als linksback speelt. Hij verruilde AFC Bournemouth in juli 2019 voor Aston Villa, dat hem in het voorgaande halfjaar al huurde. Mings debuteerde in 2019 voor het eerste elftal van Engeland.

## Clubcarrière

### Ipswich Town
Van zijn achtste tot zijn zestiende speelde Mings in de jeugd bij Southampton, maar daar zou hij nooit doorbreken. Na periodes bij Yate Town en Chippenham Town werd hij in 2013 opgepikt door Ipswich Town. Hij maakte zijn debuut voor de club op de laatste speeldag van het seizoen 2012/13, tijdens een wedstrijd tegen Burnley in de Championship. Op de laatste dag van de zomerse transferperiode 2014 werd een bod van Crystal Palace ter waarde van drie miljoen euro op Mings geweigerd door Ipswich Town. Op 10 oktober 2014 werd hij uitgeroepen tot speler van de maand september. Het seizoen 2014/15 was voor Mings zijn doorbraak. Hij speelde 44 wedstrijden en scoorde één goal, tegen Birmingham City op 24 februari 2015, zijn eerste goal in het clubvoetbal. Hij kwam tot 63 wedstrijden voor Ipswich Town.

### Bournemouth
Mings tekende in juni 2015 een contract tot medio 2019 bij AFC Bournemouth. Dat was op dat moment net voor het eerst in de clubhistorie gepromoveerd naar de Premier League. De club betaalde circa €11.000.000,- voor hem aan Ipswich Town. Mings maakte op 29 augustus 2015 zijn debuut voor Bournemouth, in een competitiewedstrijd thuis tegen Leicester City (1-1). Hij viel die wedstrijd in de 46ste minuut in voor Charlie Daniels. Elf minuten later verliet hij het veld op een brancard. Hij bleek een knieblessure te hebben die hem naar verwachting minimaal negen maanden zou kosten. Blessureleed zou een rode draad blijken te zijn gedurende zijn drieënhalf jaar bij Bournemouth. Hij speelde in die periode slechts 23 wedstrijden.
De FA schorste Mings op 8 maart 2017 voor vijf duels nadat hij in een duel met Manchester United op het gezicht van Zlatan Ibrahimovic was gaan staan. De Zweedse aanvaller nam kort na het incident wraak op de linksback: bij een hoekschop deelde hij een elleboogstoot uit. Ibrahimovic werd voor dat vergrijp voor drie duels geschorst.

### Aston Villa
Bournemouth verhuurde Mings in januari 2019 aan Aston Villa. Daar debuteerde hij op 2 februari tegen Reading. Een week later scoorde hij tegen Sheffield United zijn eerste doelpunt voor Aston Villa. Daarmee promoveerde hij via de play-offs van de Championship voor de Premier League. Na afloop van het seizoen verhuisde Mings definitief naar Aston Villa.
Ook in de Premier League was Mings basisspeler. Op 2 november 2019 was tegen Liverpool voor het eerst aanvoerder van Aston Villa, door afwezigheid van vaste aanvoerder Jack Grealish. Op 2 december scoorde hij tegen Manchester United (2-2) zijn eerste Premier League-doelpunt. Na het vertrek van Grealush naar Manchester City in augustus 2021, werd Mings aangesteld als aanvoerder van Aston Villa. Na het seizoen 2021/2022 maakte toenmalig Aston Villa manager Steven Gerrard bekend dat John McGinn de nieuwe aanvoerder van Aston Villa werd. Tyrone gaf aan dat hij deze beslissing respecteerde, waarbij hij de Gerrard's inschattingsvermogen vertrouwde voor wat het beste was voor de club.
Na vier seizoenen waarin Mings bijna alles speelde, raakte hij in de eerste speelronde van het seizoen 2023/24 geblesseerd. Door een gescheurde kruisband moest hij vervolgens het volledige seizoen toekijken. 

## Clubstatistieken
| Seizoen                    | Club            | Competitie     | Competitie | Competitie | Beker | Beker | Overig | Overig | Totaal | Totaal |
| Seizoen                    | Club            | Competitie     | Wed.       | Dlp.       | Wed.  | Dlp.  | Wed.   | Dlp.   | Wed.   | Dlp.   |
| -------------------------- | --------------- | -------------- | ---------- | ---------- | ----- | ----- | ------ | ------ | ------ | ------ |
| 2012/13                    | Ipswich Town    | Championship   | 1          | 0          | 0     | 0     | –      | –      | 1      | 0      |
| 2013/14                    | Ipswich Town    | Championship   | 16         | 0          | 2     | 0     | –      | –      | 18     | 0      |
| 2014/15                    | Ipswich Town    | Championship   | 40         | 1          | 2     | 0     | 2      | 0      | 44     | 1      |
| 2015/16                    | AFC Bournemouth | Premier League | 1          | 0          | 1     | 0     | –      | –      | 2      | 0      |
| 2016/17                    | AFC Bournemouth | Premier League | 7          | 0          | 2     | 0     | –      | –      | 9      | 0      |
| 2017/18                    | AFC Bournemouth | Premier League | 4          | 0          | 1     | 0     | –      | –      | 5      | 0      |
| 2018/19                    | AFC Bournemouth | Premier League | 5          | 0          | 2     | 0     | –      | –      | 7      | 0      |
| 2018/19                    | → Aston Villa   | Championship   | 15         | 2          | 0     | 0     | 3      | 0      | 18     | 2      |
| 2019/20                    | Aston Villa     | Premier League | 33         | 2          | 3     | 0     | –      | –      | 36     | 2      |
| 2020/21                    | Aston Villa     | Premier League | 36         | 2          | 1     | 0     | –      | –      | 37     | 2      |
| 2021/22                    | Aston Villa     | Premier League | 36         | 1          | 1     | 0     | –      | –      | 37     | 1      |
| 2022/23                    | Aston Villa     | Premier League | 35         | 1          | 2     | 0     | –      | –      | 37     | 1      |
| 2023/24                    | Aston Villa     | Premier League | 1          | 0          | 0     | 0     | 0      | 0      | 1      | 0      |
| Carrièretotaal             | Carrièretotaal  | Carrièretotaal | 229        | 9          | 17    | 0     | 5      | 0      | 251    | 9      |
| Bijgewerkt op 22 mei 2024. |                 |                |            |            |       |       |        |        |        |        |

## Interlandcarrière
In september 2019 werd Mings door bondscoach Gareth Southgate voor het eerst bij de selectie van Engeland gehaald. Na drie interlands zonder speelminuten, maakte Mings op 14 oktober tegen Bulgarije zijn debuut voor Engeland. Hij speelde 90 minuten en hield de nul. Hij maakte deel uit van de selectie voor het EK 2020 en kreeg in de eerste twee groepswedstrijden tegen Kroatië en Schotland geen tegendoelpunten als basisspeler. Hij verdween daarna uit de basis dankzij Harry Maguire en zat negentig minuten op de bank tijdens de EK-finale tegen Italië, dat op penalty's te sterk was voor de Engelsen. Op 15 november 2021 was Mings tegen San Marino (10-0) voor het eerst trefzeker. 
2 Cash ·
3 Carlos ·
4 Konsa ·
5 Mings ·
6 Barkley ·
7 McGinn  ·
8 Tielemans ·
Rashford ·
10 Buendía ·
11 Watkins ·
12 Digne ·
14 Torres ·
18 Gauci ·
19 Philogene ·
20 Nedeljković ·
22 Maatsen ·
23 Martínez ·
24 Onana ·
25 Olsen ·
26 Bogarde ·
27 Rogers ·
30 Hause ·
31 Bailey ·
41 Ramsey ·
44 Kamara ·
50 Swinkels ·
Coach: Emery
1 Pickford ·
2 Walker ·
3 Shaw ·
4 Rice ·
5 Stones ·
6 Maguire ·
7 Grealish ·
8 J. Henderson ·
9 Kane  ·
10 Sterling ·
11 Rashford ·
12 Trippier ·
13 D. Henderson ·
13 Ramsdale ·
14 Phillips ·
15 Mings ·
16 Coady ·
17 Sancho ·
18 Calvert-Lewin ·
19 Mount ·
20 Foden ·
21 Chilwell ·
22 White ·
23 Johnstone ·
24 James ·
25 Saka ·
26 Bellingham ·
Coach: Southgate